# Федоровське сільське поселення (Ростовська область)
Федорівське сільське поселення — муніципальне утворення в Неклиновскому районі Ростовської області.
Адміністративний центр поселення — село Федорівка.
Чисельність населення — 3869 осіб (2010 рік).

## Географія
Федорівське сільське поселення розташоване на річці Сухий Єланчик, ща 40 км на захід від Таганрога. Відстань до Ростова-на-Дону — 100 км.
Загальна площа муніципального утворення Федорівське сільське поселення становить 337 км².
Межує:
- на заході — з Новоазовським районом України;
- на півночі — з Матвієво-Курганським районом;
- на північному сході — з Андрієво-Мелентьєвським сільським поселенням;
- на південно-сході — з Носівським сільським поселенням;
- на південно-заході — з Васильєво-Ханжоновським сільським поселенням.

## Історія
Землі вздовж Мокрого й Сухого Яланчиків були основою Яланецької паланки Запорозької Січі.
Федоровка була центром утворень: Федоровська волость, Федорівський район Таганрізької округи Донецької губернії УСРР, Федоровського району Північно-Кавказького краю РРФСР, та після скасування району — Федоровської сільської ради.

## Населення
За переписом 1926 року більшість складали українці.
За переписом 2010 року мешкало 3 869 осіб, у тому числі:
- росіяни — 3 524 (91,08 %)
- українці — 112 (2,89 %)
- вірмени — 82 (2,12 %)
- німці — 10 (0,26 %)
- білоруси — 9 (0,23 %)
- молдавани — 8 (0,21 %)
- азербайджанці — 3 (0,08 %)

## Адміністративний устрій
До складу Федоровського сільського поселення входять:
- село Федорівка — 2226 осіб (2010 рік);
- село Єфремовка — 993 особи (2010 рік);
- село Малофедоровка — 55 осіб (2010 рік);
- хутір Отамановка — 15 осіб (2010 рік);
- хутір Дейнекін — 69 осіб (2010 рік);
- хутір Деркачєв — 0 осіб (2010 рік);
- хутір Котломін — 88 осіб (2010 рік);
- хутір Малокомаровський — 4 особи (2010 рік);
- хутір Михайлівка — 112 осіб (2010 рік);
- хутір Нікітін — 4 особи (2010 рік);
- хутір Новофедоровський — 37 осіб (2010 рік);
- хутір Новохрещатик — 0 осіб (2010 рік).
- хутір Оболонський — 26 осіб (2010 рік);
- хутір Офенталь — 16 осіб (2010 рік);
- хутір Петровський — 63 особи (2010 рік);
- хутір Сотников — 0 осіб (2010 рік);
- хутір Уляновський — 16 осіб (2010 рік);
- хутір Чекилєв — 145 осіб (2010 рік).